# 645 a.C.

## Eventos
- Fim do reinado de Anaxândrides I, rei Esparta desde 675 a.C..
- Inicio do reinado de Zeuxidamo rei de Esparta desde 645 a.C. a 625 a.C..

## Mortes
- Arquíloco, poeta grego
- Anaxândrides I rei de Esparta.